# Effectif des équipes à la Coupe d'Afrique des nations de football 2019
Cette page contient la liste de tous les effectifs des équipes à la Coupe d'Afrique des nations de football 2019. Les âges et le nombre de sélection des footballeurs sont ceux au début de la compétition.

## Groupe A

### Égypte
La liste des 23 joueurs est annoncée le 11 juin.
| Nom                | Nom                  | Équipe actuelle         | Date de naissance et âge*  | J.              | Buts            |                 |                 |                 |
| Gardiens de but    | Gardiens de but      | Gardiens de but         | Gardiens de but            | Gardiens de but | Gardiens de but | Gardiens de but | Gardiens de but | Gardiens de but |
| ------------------ | -------------------- | ----------------------- | -------------------------- | --------------- | --------------- | --------------- | --------------- | --------------- |
| 1                  | Ahmed El-Shenawy     | Pyramids FC             | 14 mai 1991 (28 ans)       | 0               | 0               | 0               | 0               | 0               |
| 16                 | Mohamed El-Shenawy   | Al Ahly SC              | 18 décembre 1988 (30 ans)  | 0               | 0               | 0               | 0               | 0               |
| 23                 | Mahmoud Genesh       | Zamalek SC              | 25 mai 1987 (32 ans)       | 0               | 0               | 0               | 0               | 0               |
| Défenseurs         |                      |                         |                            |                 |                 |                 |                 |                 |
| 2                  | Baher El Mohamady    | Ismaily SC              | 1er novembre 1996 (22 ans) | 0               | 0               | 0               | 0               | 0               |
| 3                  | Ahmed El Mohamady    | Aston Villa FC          | 9 septembre 1987 (31 ans)  | 0               | 0               | 0               | 0               | 0               |
| 4                  | Omar Gaber           | Pyramids FC             | 30 janvier 1992 (27 ans)   | 0               | 0               | 0               | 0               | 0               |
| 6                  | Ahmed Hegazy         | West Bromwich Albion FC | 25 janvier 1991 (28 ans)   | 0               | 0               | 0               | 0               | 0               |
| 12                 | Ayman Ashraf         | Al Ahly SC              | 9 avril 1991 (28 ans)      | 0               | 0               | 0               | 0               | 0               |
| 13                 | Ahmed Ayman Mansour  | Pyramids FC             | 13 avril 1994 (25 ans)     | 0               | 0               | 0               | 0               | 0               |
| 15                 | Mahmoud Hamdy        | Zamalek SC              | 1er juin 1995 (24 ans)     | 0               | 0               | 0               | 0               | 0               |
| 20                 | Mahmoud Alaa         | Zamalek SC              | 1er janvier 1991 (28 ans)  | 0               | 0               | 0               | 0               | 0               |
| Milieux de terrain |                      |                         |                            |                 |                 |                 |                 |                 |
| 5                  | Ali Ghazal           | CD Feirense             | 1er février 1992 (27 ans)  | 0               | 0               | 0               | 0               | 0               |
| 7                  | Trézéguet            | Kasımpaşa               | 1er octobre 1994 (24 ans)  | 0               | 0               | 0               | 0               | 0               |
| 8                  | Tarek Hamed          | Zamalek SC              | 24 octobre 1988 (30 ans)   | 0               | 0               | 0               | 0               | 0               |
| 11                 | Walid Soliman        | Al Ahly SC              | 1er décembre 1984 (34 ans) | 0               | 0               | 0               | 0               | 0               |
| 17                 | Mohamed Elneny       | Arsenal FC              | 11 juillet 1992 (26 ans)   | 0               | 0               | 0               | 0               | 0               |
| 19                 | Abdallah Saïd        | Pyramids FC             | 13 juillet 1985 (33 ans)   | 0               | 0               | 0               | 0               | 0               |
| 21                 | Nabil Emad           | Pyramids FC             | 6 avril 1996 (23 ans)      | 0               | 0               | 0               | 0               | 0               |
| 22                 | Amr Warda            | Atromitos FC            | 17 septembre 1993 (25 ans) | 0               | 0               | 0               | 0               | 0               |
| Attaquants         |                      |                         |                            |                 |                 |                 |                 |                 |
| 9                  | Marwan Mohsen        | Al Ahly SC              | 26 février 1989 (30 ans)   | 0               | 0               | 0               | 0               | 0               |
| 10                 | Mohamed Salah        | Liverpool FC            | 15 juin 1992 (27 ans)      | 0               | 0               | 0               | 0               | 0               |
| 14                 | Ahmed Ali            | Arab Contractors        | 21 mai 1986 (33 ans)       | 0               | 0               | 0               | 0               | 0               |
| 18                 | Ahmed Hassan Mahgoub | Olympiakos              | 5 mars 1993 (26 ans)       | 0               | 0               | 0               | 0               | 0               |
| Sélectionneur      |                      |                         |                            |                 |                 |                 |                 |                 |
|                    | Javier Aguirre       |                         | 1er décembre 1958 (60 ans) |                 |                 |                 |                 |                 |

### République démocratique du Congo
La liste des 23 joueurs est annoncée le 11 juin.
| Nom                | Nom                 | Équipe actuelle    | Date de naissance et âge* | J.              | Buts            |                 |                 |                 |
| Gardiens de but    | Gardiens de but     | Gardiens de but    | Gardiens de but           | Gardiens de but | Gardiens de but | Gardiens de but | Gardiens de but | Gardiens de but |
| ------------------ | ------------------- | ------------------ | ------------------------- | --------------- | --------------- | --------------- | --------------- | --------------- |
| 1                  | Ley Matampi         | Al Ansar           | 18 avril 1989 (30 ans)    | 0               | 0               | 0               | 0               | 0               |
| 16                 | Anthony Mossi       | FC Chiasso         | 15 mai 1994 (25 ans)      | 0               | 0               | 0               | 0               | 0               |
| 23                 | Parfait Mandanda    | Dinamo Bucarest    | 10 novembre 1989 (29 ans) | 0               | 0               | 0               | 0               | 0               |
| Défenseurs         |                     |                    |                           |                 |                 |                 |                 |                 |
| 2                  | Issama Mpeko        | TP Mazembe         | 30 avril 1987 (32 ans)    | 0               | 0               | 0               | 0               | 0               |
| 3                  | Ngonda Muzinga      | AS Vita Club       | 31 décembre 1994 (24 ans) | 0               | 0               | 0               | 0               | 0               |
| 4                  | Bobó Ungenda        | 1° de Agosto       | 19 novembre 1989 (29 ans) | 0               | 0               | 0               | 0               | 0               |
| 5                  | Marcel Tisserand    | VfL Wolfsburg      | 10 janvier 1993 (26 ans)  | 0               | 0               | 0               | 0               | 0               |
| 12                 | Wilfred Moke        | MKE Ankaragücü     | 12 février 1988 (31 ans)  | 0               | 0               | 0               | 0               | 0               |
| 14                 | Arthur Masuaku      | West Ham United FC | 7 novembre 1993 (25 ans)  | 0               | 0               | 0               | 0               | 0               |
| 15                 | Christian Luyindama | Galatasaray        | 8 janvier 1994 (25 ans)   | 0               | 0               | 0               | 0               | 0               |
| 21                 | Djuma Shabani       | AS Vita Club       | 16 mars 1993 (26 ans)     | 0               | 0               | 0               | 0               | 0               |
| Milieux de terrain |                     |                    |                           |                 |                 |                 |                 |                 |
| 7                  | Youssouf Mulumbu    | Kilmarnock FC      | 25 janvier 1987 (32 ans)  | 0               | 0               | 0               | 0               | 0               |
| 8                  | Trésor Mputu        | TP Mazembe         | 10 décembre 1985 (33 ans) | 0               | 0               | 0               | 0               | 0               |
| 10                 | Paul-José M'Poku    | Standard de Liège  | 19 avril 1992 (27 ans)    | 0               | 0               | 0               | 0               | 0               |
| 18                 | Merveille Bokadi    | Standard de Liège  | 21 mai 1996 (23 ans)      | 0               | 0               | 0               | 0               | 0               |
| 20                 | Jacques Maghoma     | Birmingham City FC | 23 octobre 1987 (31 ans)  | 0               | 0               | 0               | 0               | 0               |
| 22                 | Chancel Mbemba      | FC Porto           | 8 août 1994 (24 ans)      | 0               | 0               | 0               | 0               | 0               |
| Attaquants         |                     |                    |                           |                 |                 |                 |                 |                 |
| 6                  | Chadrac Akolo       | VfB Stuttgart      | 1er avril 1995 (24 ans)   | 0               | 0               | 0               | 0               | 0               |
| 9                  | Jonathan Bolingi    | Royal Antwerp FC   | 30 juin 1994 (24 ans)     | 0               | 0               | 0               | 0               | 0               |
| 11                 | Yannick Bolasie     | RSC Anderlecht     | 24 mai 1989 (30 ans)      | 0               | 0               | 0               | 0               | 0               |
| 13                 | Meschack Elia       | TP Mazembe         | 6 août 1996 (22 ans)      | 0               | 0               | 0               | 0               | 0               |
| 17                 | Cédric Bakambu      | Beijing Guoan      | 11 avril 1991 (28 ans)    | 0               | 0               | 0               | 0               | 0               |
| 19                 | Britt Assombalonga  | Middlesbrough FC   | 6 décembre 1992 (26 ans)  | 0               | 0               | 0               | 0               | 0               |
| Sélectionneur      |                     |                    |                           |                 |                 |                 |                 |                 |
|                    | Florent Ibenge      |                    | 4 décembre 1961 (57 ans)  |                 |                 |                 |                 |                 |

### Ouganda
La liste des 23 joueurs est annoncée le 11 juin.
| Nom                | Nom               | Équipe actuelle        | Date de naissance et âge*  | J.              | Buts            |                 |                 |                 |
| Gardiens de but    | Gardiens de but   | Gardiens de but        | Gardiens de but            | Gardiens de but | Gardiens de but | Gardiens de but | Gardiens de but | Gardiens de but |
| ------------------ | ----------------- | ---------------------- | -------------------------- | --------------- | --------------- | --------------- | --------------- | --------------- |
| 1                  | Robert Odongkara  | Adama City FC          | 2 septembre 1989 (29 ans)  | 0               | 0               | 0               | 0               | 0               |
| 18                 | Denis Onyango     | Mamelodi Sundowns FC   | 15 mai 1985 (34 ans)       | 0               | 0               | 0               | 0               | 0               |
| 19                 | Jamal Salim       | Al-Hilal               | 27 mai 1995 (24 ans)       | 0               | 0               | 0               | 0               | 0               |
| Défenseurs         |                   |                        |                            |                 |                 |                 |                 |                 |
| 2                  | Joseph Ochaya     | TP Mazembe             | 14 décembre 1993 (25 ans)  | 0               | 0               | 0               | 0               | 0               |
| 3                  | Timothy Awany     | KCCA                   | 6 août 1996 (22 ans)       | 0               | 0               | 0               | 0               | 0               |
| 4                  | Murushid Juuko    | Simba SC               | 14 avril 1994 (25 ans)     | 0               | 0               | 0               | 0               | 0               |
| 5                  | Bevis Mugabi      | Yeovil Town FC         | 1er mai 1995 (24 ans)      | 0               | 0               | 0               | 0               | 0               |
| 12                 | Ronald Mukiibi    | Östersunds FK          | 16 septembre 1991 (27 ans) | 0               | 0               | 0               | 0               | 0               |
| 14                 | Nicholas Wadada   | Azam FC                | 27 juillet 1994 (24 ans)   | 0               | 0               | 0               | 0               | 0               |
| 15                 | Godfrey Walusimbi | Sans club              | 3 juillet 1989 (29 ans)    | 0               | 0               | 0               | 0               | 0               |
| 16                 | Hassan Wasswa     | Sans club              | 14 février 1988 (31 ans)   | 0               | 0               | 0               | 0               | 0               |
| 20                 | Isaac Muleme      | FK Viktoria Žižkov     | 10 octobre 1992 (26 ans)   | 0               | 0               | 0               | 0               | 0               |
| Milieux de terrain |                   |                        |                            |                 |                 |                 |                 |                 |
| 6                  | Taddeo Lwanga     | Vipers SC              | 21 mai 1994 (25 ans)       | 0               | 0               | 0               | 0               | 0               |
| 8                  | Khalid Aucho      | Churchill Brothers SC  | 8 août 1993 (25 ans)       | 0               | 0               | 0               | 0               | 0               |
| 10                 | Luwagga Kizito    | FK Chakhtior Karagandy | 23 décembre 1993 (25 ans)  | 0               | 0               | 0               | 0               | 0               |
| 13                 | Allan Kateregga   | Maritzburg United FC   | 3 juin 1994 (25 ans)       | 0               | 0               | 0               | 0               | 0               |
| 17                 | Farouk Miya       | HNK Gorica             | 26 novembre 1997 (21 ans)  | 0               | 0               | 0               | 0               | 0               |
| 23                 | Micheal Azira     | Impact de Montréal     | 22 août 1987 (31 ans)      | 0               | 0               | 0               | 0               | 0               |
| Attaquants         |                   |                        |                            |                 |                 |                 |                 |                 |
| 7                  | Emmanuel Okwi     | Simba SC               | 25 décembre 1992 (26 ans)  | 0               | 0               | 0               | 0               | 0               |
| 9                  | Patrick Kaddu     | KCCA                   | 9 octobre 1995 (23 ans)    | 0               | 0               | 0               | 0               | 0               |
| 11                 | Derrick Nsibambi  | Smouha SC              | 19 juin 1994 (25 ans)      | 0               | 0               | 0               | 0               | 0               |
| 21                 | Allan Kyambadde   | KCCA                   | 15 janvier 1996 (23 ans)   | 0               | 0               | 0               | 0               | 0               |
| 23                 | Lumala Abdu       | Syrianska FC           | 21 juillet 1997 (21 ans)   | 0               | 0               | 0               | 0               | 0               |
| Sélectionneur      |                   |                        |                            |                 |                 |                 |                 |                 |
|                    | Sébastien Desabre |                        | 2 août 1976 (42 ans)       |                 |                 |                 |                 |                 |

### Zimbabwe
La liste des 23 joueurs est annoncée le 11 juin.
| Nom                | Nom                | Équipe actuelle        | Date de naissance et âge*  | J.              | Buts            |                 |                 |                 |
| Gardiens de but    | Gardiens de but    | Gardiens de but        | Gardiens de but            | Gardiens de but | Gardiens de but | Gardiens de but | Gardiens de but | Gardiens de but |
| ------------------ | ------------------ | ---------------------- | -------------------------- | --------------- | --------------- | --------------- | --------------- | --------------- |
| 1                  | Edmore Sibanda     | Witbank Spurs FC       | 3 avril 1986 (33 ans)      | 0               | 0               | 0               | 0               | 0               |
| 13                 | Elvis Chipezeze    | Baroka FC              | 11 mars 1990 (29 ans)      | 0               | 0               | 0               | 0               | 0               |
| 16                 | George Chigova     | Polokwane City FC      | 4 mars 1991 (28 ans)       | 0               | 0               | 0               | 0               | 0               |
| Défenseurs         |                    |                        |                            |                 |                 |                 |                 |                 |
| 2                  | Tendayi Darikwa    | Nottingham Forest FC   | 13 décembre 1991 (27 ans)  | 0               | 0               | 0               | 0               | 0               |
| 4                  | Ronald Pfumbidzai  | Bloemfontein Celtic FC | 25 décembre 1994 (24 ans)  | 0               | 0               | 0               | 0               | 0               |
| 5                  | Divine Lunga       | Golden Arrows FC       | 28 mai 1995 (24 ans)       | 0               | 0               | 0               | 0               | 0               |
| 6                  | Alec Mudimu        | Cefn Druids AFC        | 8 avril 1995 (24 ans)      | 0               | 0               | 0               | 0               | 0               |
| 12                 | Jimmy Dzingai      | Power Dynamos FC       | 21 novembre 1990 (28 ans)  | 0               | 0               | 0               | 0               | 0               |
| 15                 | Teenage Hadebe     | Kaizer Chiefs FC       | 17 septembre 1995 (23 ans) | 0               | 0               | 0               | 0               | 0               |
| Milieux de terrain |                    |                        |                            |                 |                 |                 |                 |                 |
| 3                  | Danny Phiri        | Golden Arrows FC       | 25 juillet 1989 (29 ans)   | 0               | 0               | 0               | 0               | 0               |
| 7                  | Talent Chawapiwa   | Baroka FC              | 3 juin 1992 (27 ans)       | 0               | 0               | 0               | 0               | 0               |
| 8                  | Marshall Munetsi   | Orlando Pirates FC     | 22 juin 1996 (22 ans)      | 0               | 0               | 0               | 0               | 0               |
| 10                 | Ovidy Karuru       | AmaZulu FC             | 23 janvier 1989 (30 ans)   | 0               | 0               | 0               | 0               | 0               |
| 11                 | Khama Billiat      | Kaizer Chiefs FC       | 19 août 1990 (28 ans)      | 0               | 0               | 0               | 0               | 0               |
| 17                 | Knowledge Musona   | KSC Lokeren            | 21 juin 1990 (29 ans)      | 0               | 0               | 0               | 0               | 0               |
| 18                 | Marvelous Nakamba  | Club Bruges KV         | 19 janvier 1994 (25 ans)   | 0               | 0               | 0               | 0               | 0               |
| 20                 | Kudakwashe Mahachi | Orlando Pirates FC     | 29 septembre 1993 (25 ans) | 0               | 0               | 0               | 0               | 0               |
| 21                 | Thabani Kamusoko   | Young Africans FC      | 2 mars 1988 (31 ans)       | 0               | 0               | 0               | 0               | 0               |
| 22                 | Tafadzwa Kutinyu   | Azam FC                | 22 décembre 1994 (24 ans)  | 0               | 0               | 0               | 0               | 0               |
| Attaquants         |                    |                        |                            |                 |                 |                 |                 |                 |
| 9                  | Evans Rusike       | SuperSport United FC   | 13 juin 1990 (29 ans)      | 0               | 0               | 0               | 0               | 0               |
| 14                 | Tino Kadewere      | Le Havre AC            | 5 janvier 1996 (23 ans)    | 0               | 0               | 0               | 0               | 0               |
| 19                 | Knox Mutizwa       | Golden Arrows FC       | 12 octobre 1993 (25 ans)   | 0               | 0               | 0               | 0               | 0               |
| 23                 | Nyasha Mushekwi    | Dalian Yifang          | 21 août 1987 (31 ans)      | 0               | 0               | 0               | 0               | 0               |
| Sélectionneur      |                    |                        |                            |                 |                 |                 |                 |                 |
|                    | Sunday Chidzambwa  |                        | 4 mai 1952 (67 ans)        |                 |                 |                 |                 |                 |

## Groupe B

### Nigeria
La liste des 23 joueurs est annoncée le 11 juin.
| Nom                | Nom                  | Équipe actuelle           | Date de naissance et âge*   | J.              | Buts            |                 |                 |                 |
| Gardiens de but    | Gardiens de but      | Gardiens de but           | Gardiens de but             | Gardiens de but | Gardiens de but | Gardiens de but | Gardiens de but | Gardiens de but |
| ------------------ | -------------------- | ------------------------- | --------------------------- | --------------- | --------------- | --------------- | --------------- | --------------- |
| 1                  | Ikechukwu Ezenwa     | Katsina United FC         | 16 octobre 1988 (30 ans)    | 0               | 0               | 0               | 0               | 0               |
| 16                 | Daniel Akpeyi        | Kaizer Chiefs FC          | 8 mars 1986 (33 ans)        | 0               | 0               | 0               | 0               | 0               |
| 23                 | Francis Uzoho        | Anorthosis Famagouste FC  | 28 octobre 1998 (20 ans)    | 0               | 0               | 0               | 0               | 0               |
| Défenseurs         |                      |                           |                             |                 |                 |                 |                 |                 |
| 2                  | Ola Aina             | Torino FC                 | 8 octobre 1996 (22 ans)     | 0               | 0               | 0               | 0               | 0               |
| 3                  | Jamilu Collins       | SC Paderborn 07           | 5 août 1994 (24 ans)        | 0               | 0               | 0               | 0               | 0               |
| 5                  | William Troost-Ekong | Udinese                   | 1er septembre 1993 (25 ans) | 0               | 0               | 0               | 0               | 0               |
| 6                  | Leon Balogun         | Brighton & Hove Albion FC | 28 juin 1988 (30 ans)       | 0               | 0               | 0               | 0               | 0               |
| 12                 | Shehu Abdullahi      | Bursaspor                 | 12 mars 1993 (26 ans)       | 0               | 0               | 0               | 0               | 0               |
| 20                 | Chidozie Awaziem     | Çaykur Rizespor           | 1er janvier 1997 (22 ans)   | 0               | 0               | 0               | 0               | 0               |
| 22                 | Kenneth Omeruo       | CD Leganés                | 17 octobre 1993 (25 ans)    | 0               | 0               | 0               | 0               | 0               |
| Milieux de terrain |                      |                           |                             |                 |                 |                 |                 |                 |
| 4                  | Wilfred Ndidi        | Leicester City FC         | 16 décembre 1996 (22 ans)   | 0               | 0               | 0               | 0               | 0               |
| 8                  | Oghenekaro Etebo     | Stoke City FC             | 9 novembre 1995 (23 ans)    | 0               | 0               | 0               | 0               | 0               |
| 10                 | John Obi Mikel       | Middlesbrough FC          | 22 avril 1987 (32 ans)      | 0               | 0               | 0               | 0               | 0               |
| 19                 | John Ogu             | Hapoël Beer-Sheva         | 20 avril 1988 (31 ans)      | 0               | 0               | 0               | 0               | 0               |
| Attaquants         |                      |                           |                             |                 |                 |                 |                 |                 |
| 7                  | Ahmed Musa           | Al-Nassr                  | 14 octobre 1992 (26 ans)    | 0               | 0               | 0               | 0               | 0               |
| 9                  | Odion Ighalo         | Shanghai Shenhua          | 16 juin 1989 (30 ans)       | 0               | 0               | 0               | 0               | 0               |
| 11                 | Henry Onyekuru       | Galatasaray SK            | 5 juin 1997 (22 ans)        | 0               | 0               | 0               | 0               | 0               |
| 13                 | Samuel Chukwueze     | Villarreal CF             | 22 mai 1999 (20 ans)        | 0               | 0               | 0               | 0               | 0               |
| 14                 | Paul Onuachu         | FC Midtjylland            | 28 mai 1994 (25 ans)        | 0               | 0               | 0               | 0               | 0               |
| 15                 | Moses Simon          | Levante UD                | 12 juillet 1995 (23 ans)    | 0               | 0               | 0               | 0               | 0               |
| 17                 | Samuel Kalu          | Girondins de Bordeaux     | 26 août 1997 (21 ans)       | 0               | 0               | 0               | 0               | 0               |
| 18                 | Alex Iwobi           | Arsenal FC                | 3 mai 1996 (23 ans)         | 0               | 0               | 0               | 0               | 0               |
| 21                 | Victor Osimhen       | Charleroi SC              | 29 décembre 1998 (20 ans)   | 0               | 0               | 0               | 0               | 0               |
| Sélectionneur      |                      |                           |                             |                 |                 |                 |                 |                 |
|                    | Gernot Rohr          |                           | 28 juin 1953 (65 ans)       |                 |                 |                 |                 |                 |

### Guinée
La liste des 23 joueurs est annoncée le 11 juin.
| Nom                | Nom                | Équipe actuelle          | Date de naissance et âge*  | J.              | Buts            |                 |                 |                 |
| Gardiens de but    | Gardiens de but    | Gardiens de but          | Gardiens de but            | Gardiens de but | Gardiens de but | Gardiens de but | Gardiens de but | Gardiens de but |
| ------------------ | ------------------ | ------------------------ | -------------------------- | --------------- | --------------- | --------------- | --------------- | --------------- |
| 1                  | Naby Yattara       | AS Excelsior             | 12 janvier 1984 (35 ans)   | 0               | 0               | 0               | 0               | 0               |
| 12                 | Ibrahim Koné       | Pau FC                   | 5 décembre 1989 (29 ans)   | 0               | 0               | 0               | 0               | 0               |
| 22                 | Aly Keita          | Östersunds FK            | 8 décembre 1986 (32 ans)   | 0               | 0               | 0               | 0               | 0               |
| Défenseurs         |                    |                          |                            |                 |                 |                 |                 |                 |
| 3                  | Issiaga Sylla      | Toulouse FC              | 1er janvier 1994 (25 ans)  | 0               | 0               | 0               | 0               | 0               |
| 5                  | Ernest Seka        | AS Nancy-Lorraine        | 22 juin 1987 (31 ans)      | 0               | 0               | 0               | 0               | 0               |
| 6                  | Simon Falette      | Eintracht Francfort      | 19 février 1992 (27 ans)   | 0               | 0               | 0               | 0               | 0               |
| 14                 | Ousmane Sidibé     | AS Béziers               | 23 avril 1985 (34 ans)     | 0               | 0               | 0               | 0               | 0               |
| 15                 | Julian Jeanvier    | Brentford FC             | 31 mars 1992 (27 ans)      | 0               | 0               | 0               | 0               | 0               |
| 18                 | Mikael Dyrestam    | Xanthi FC                | 20 octobre 1991 (27 ans)   | 0               | 0               | 0               | 0               | 0               |
| 23                 | Fodé Camara        | Gazélec Ajaccio          | 17 avril 1998 (21 ans)     | 0               | 0               | 0               | 0               | 0               |
| Milieux de terrain |                    |                          |                            |                 |                 |                 |                 |                 |
| 4                  | Amadou Diawara     | SSC Naples               | 17 juillet 1997 (21 ans)   | 0               | 0               | 0               | 0               | 0               |
| 7                  | Mady Camara        | Olympiakos FC            | 28 février 1997 (22 ans)   | 0               | 0               | 0               | 0               | 0               |
| 8                  | Naby Keïta         | Liverpool FC             | 10 février 1995 (24 ans)   | 0               | 0               | 0               | 0               | 0               |
| 13                 | Ibrahima Cissé     | Fulham FC                | 28 février 1994 (25 ans)   | 0               | 0               | 0               | 0               | 0               |
| 17                 | Boubacar Fofana    | CS Gaz Metan Mediaș      | 6 novembre 1989 (29 ans)   | 0               | 0               | 0               | 0               | 0               |
| Attaquants         |                    |                          |                            |                 |                 |                 |                 |                 |
| 2                  | Mohamed Yattara    | AJ Auxerre               | 28 juillet 1993 (25 ans)   | 0               | 0               | 0               | 0               | 0               |
| 9                  | José Kanté         | Gimnàstic                | 27 septembre 1990 (28 ans) | 0               | 0               | 0               | 0               | 0               |
| 10                 | François Kamano    | Girondins de Bordeaux    | 2 mai 1996 (23 ans)        | 0               | 0               | 0               | 0               | 0               |
| 11                 | Idrissa Sylla      | SV Zulte Waregem         | 3 décembre 1990 (28 ans)   | 0               | 0               | 0               | 0               | 0               |
| 16                 | Ibrahima Traoré    | Borussia Mönchengladbach | 21 avril 1988 (31 ans)     | 0               | 0               | 0               | 0               | 0               |
| 19                 | Bengali-Fodé Koita | Kasımpaşa                | 21 octobre 1990 (28 ans)   | 0               | 0               | 0               | 0               | 0               |
| 20                 | Lass Bangoura      | Vancouver Whitecaps      | 30 mars 1992 (27 ans)      | 0               | 0               | 0               | 0               | 0               |
| 21                 | Sory Kaba          | Dijon FCO                | 10 avril 1995 (24 ans)     | 0               | 0               | 0               | 0               | 0               |
| Sélectionneur      |                    |                          |                            |                 |                 |                 |                 |                 |
|                    | Paul Put           |                          | 26 mai 1956 (63 ans)       |                 |                 |                 |                 |                 |

### Madagascar
La liste des 23 joueurs est annoncée le 11 juin.
| Nom                | Nom                           | Équipe actuelle        | Date de naissance et âge* | J.              | Buts            |                 |                 |                 |
| Gardiens de but    | Gardiens de but               | Gardiens de but        | Gardiens de but           | Gardiens de but | Gardiens de but | Gardiens de but | Gardiens de but | Gardiens de but |
| ------------------ | ----------------------------- | ---------------------- | ------------------------- | --------------- | --------------- | --------------- | --------------- | --------------- |
| 1                  | Ibrahima Dabo                 | JS Saint-Pierroise     | 22 juillet 1992 (26 ans)  | 0               | 0               | 0               | 0               | 0               |
| 16                 | Jean Dieu-Donné Randrianasolo | CNaPS Sport            | 26 mai 1989 (30 ans)      | 0               | 0               | 0               | 0               | 0               |
| 23                 | Melvin Adrien                 | FC Martigues           | 30 août 1993 (25 ans)     | 0               | 0               | 0               | 0               | 0               |
| Défenseurs         |                               |                        |                           |                 |                 |                 |                 |                 |
| 4                  | Gervais Randrianarisoa        | JS Saint-Pierroise     | 7 novembre 1984 (34 ans)  | 0               | 0               | 0               | 0               | 0               |
| 5                  | Pascal Razakanantenaina       | JS Saint-Pierroise     | 19 avril 1987 (32 ans)    | 0               | 0               | 0               | 0               | 0               |
| 14                 | Jérémy Morel                  | Olympique lyonnais     | 2 avril 1984 (35 ans)     | 0               | 0               | 0               | 0               | 0               |
| 17                 | Toavina Rambeloson            | Arras FA               | 26 novembre 1992 (26 ans) | 0               | 0               | 0               | 0               | 0               |
| 20                 | Romain Métanire               | Minnesota United FC    | 28 mars 1990 (29 ans)     | 0               | 0               | 0               | 0               | 0               |
| 21                 | Thomas Fontaine               | Stade de Reims         | 8 mai 1991 (28 ans)       | 0               | 0               | 0               | 0               | 0               |
| 22                 | Jérôme Mombris                | Grenoble Foot 38       | 7 novembre 1987 (31 ans)  | 0               | 0               | 0               | 0               | 0               |
| Milieux de terrain |                               |                        |                           |                 |                 |                 |                 |                 |
| 3                  | Baggio Rakotoarisoa           | Fosa Juniors FC        | 24 janvier 1994 (25 ans)  | 0               | 0               | 0               | 0               | 0               |
| 6                  | Marco Ilaimaharitra           | Charleroi SC           | 26 juillet 1995 (23 ans)  | 0               | 0               | 0               | 0               | 0               |
| 7                  | Dimitry Caloin                | Les Herbiers VF        | 8 mai 1990 (29 ans)       | 0               | 0               | 0               | 0               | 0               |
| 8                  | Arohasina Andrianarimanana    | Kaizer Chiefs FC       | 16 août 1991 (27 ans)     | 0               | 0               | 0               | 0               | 0               |
| 13                 | Anicet Abel                   | PFK Ludogorets Razgrad | 13 mars 1990 (29 ans)     | 0               | 0               | 0               | 0               | 0               |
| 15                 | Ibrahim Amada                 | MC Alger               | 28 février 1990 (29 ans)  | 0               | 0               | 0               | 0               | 0               |
| 18                 | Rayan Raveloson               | ESTAC Troyes           | 16 janvier 1997 (22 ans)  | 0               | 0               | 0               | 0               | 0               |
| Attaquants         |                               |                        |                           |                 |                 |                 |                 |                 |
| 2                  | Charles Andriamanitsinoro     | Al-Adalah FC           | 6 juillet 1989 (29 ans)   | 0               | 0               | 0               | 0               | 0               |
| 9                  | Faneva Andriatsima            | Clermont Foot          | 3 juin 1984 (35 ans)      | 0               | 0               | 0               | 0               | 0               |
| 10                 | Njiva Rakotoharimalala        | Samut Sakhon           | 6 août 1992 (26 ans)      | 0               | 0               | 0               | 0               | 0               |
| 11                 | Paulin Voavy                  | Misr Lel Makkasa SC    | 10 novembre 1987 (31 ans) | 0               | 0               | 0               | 0               | 0               |
| 12                 | Lalaina Nomenjanahary         | Paris FC               | 1er juin 1984 (35 ans)    | 0               | 0               | 0               | 0               | 0               |
| 19                 | William Gros                  | AS Vitré               | 31 mars 1992 (27 ans)     | 0               | 0               | 0               | 0               | 0               |
| Sélectionneur      |                               |                        |                           |                 |                 |                 |                 |                 |
|                    | Nicolas Dupuis                |                        | 6 janvier 1968 (51 ans)   |                 |                 |                 |                 |                 |

### Burundi
La liste des 23 joueurs est annoncée le 11 juin.
| Nom                | Nom                    | Équipe actuelle       | Date de naissance et âge*  | J.              | Buts            |                 |                 |                 |
| Gardiens de but    | Gardiens de but        | Gardiens de but       | Gardiens de but            | Gardiens de but | Gardiens de but | Gardiens de but | Gardiens de but | Gardiens de but |
| ------------------ | ---------------------- | --------------------- | -------------------------- | --------------- | --------------- | --------------- | --------------- | --------------- |
| 1                  | Jonathan Nahimana      | Vital’O FC            | 12 janvier 1999 (20 ans)   | 0               | 0               | 0               | 0               | 0               |
| 13                 | Justin Ndikumana       | Sofapaka FC           | 1er mars 1993 (26 ans)     | 0               | 0               | 0               | 0               | 0               |
| 23                 | Arakaza MacArthur      | Sofapaka FC           | 27 juillet 1995 (23 ans)   | 0               | 0               | 0               | 0               | 0               |
| Défenseurs         |                        |                       |                            |                 |                 |                 |                 |                 |
| 6                  | Karim Nizigiyimana     | Vipers SC             | 21 juin 1989 (30 ans)      | 0               | 0               | 0               | 0               | 0               |
| 14                 | Omar Ngandu            | AS Kigali             | 3 octobre 1996 (22 ans)    | 0               | 0               | 0               | 0               | 0               |
| 15                 | Omar Moussa            | Sofapaka FC           | 30 août 1997 (21 ans)      | 0               | 0               | 0               | 0               | 0               |
| 16                 | David Nshimirimana     | Mukura Victory Sports | 2 janvier 1993 (26 ans)    | 0               | 0               | 0               | 0               | 0               |
| 19                 | Frédéric Nsabiyumva    | Chippa United         | 26 avril 1995 (24 ans)     | 0               | 0               | 0               | 0               | 0               |
| 22                 | Christophe Nduwarugira | Amora FC              | 22 juin 1994 (24 ans)      | 0               | 0               | 0               | 0               | 0               |
| Milieux de terrain |                        |                       |                            |                 |                 |                 |                 |                 |
| 2                  | Enock Sabumukama       | ZESCO United          | 4 septembre 1994 (24 ans)  | 0               | 0               | 0               | 0               | 0               |
| 4                  | Pierre Kwizera         | Al-Orouba SC          | 16 avril 1991 (28 ans)     | 0               | 0               | 0               | 0               | 0               |
| 5                  | Gaël Bigirimana        | Hibernian FC          | 22 octobre 1993 (25 ans)   | 0               | 0               | 0               | 0               | 0               |
| 8                  | Gaël Duhayindavyi      | Mukura Victory Sports | 15 avril 1990 (29 ans)     | 0               | 0               | 0               | 0               | 0               |
| 10                 | Shasiri Nahimana       | Al-Mujazzal Club      | 5 août 1993 (25 ans)       | 0               | 0               | 0               | 0               | 0               |
| 12                 | Hussein Shabani        | Ethiopian Coffee SC   | 26 septembre 1990 (28 ans) | 0               | 0               | 0               | 0               | 0               |
| Attaquants         |                        |                       |                            |                 |                 |                 |                 |                 |
| 3                  | Elvis Kamsoba          | Melbourne Victory FC  | 27 juin 1996 (22 ans)      | 0               | 0               | 0               | 0               | 0               |
| 7                  | Fiston Abdul Razak     | JS Kabylie            | 1er mars 1993 (26 ans)     | 0               | 0               | 0               | 0               | 0               |
| 9                  | Laudit Mavugo          | NAPSA Stars FC        | 10 octobre 1989 (29 ans)   | 0               | 0               | 0               | 0               | 0               |
| 11                 | Selemani Ndikumana     | Al-Adalah FC          | 18 mars 1987 (32 ans)      | 0               | 0               | 0               | 0               | 0               |
| 17                 | Cédric Amissi          | Al-Taawoun FC         | 20 mars 1990 (29 ans)      | 0               | 0               | 0               | 0               | 0               |
| 18                 | Saido Berahino         | Stoke City FC         | 4 août 1993 (25 ans)       | 0               | 0               | 0               | 0               | 0               |
| 20                 | Francis Mustafa        | Gor Mahia FC          | 3 mai 1996 (23 ans)        | 0               | 0               | 0               | 0               | 0               |
| 21                 | Mohamed Amissi         | NAC Breda             | 3 août 2000 (18 ans)       | 0               | 0               | 0               | 0               | 0               |
| Sélectionneur      |                        |                       |                            |                 |                 |                 |                 |                 |
|                    | Olivier Niyungeko      |                       | 10 octobre 1970 (48 ans)   |                 |                 |                 |                 |                 |

## Groupe C

### Sénégal
La liste des 23 joueurs est annoncée le 11 juin.
| Nom                | Nom                | Équipe actuelle       | Date de naissance et âge*  | J.              | Buts            |                 |                 |                 |
| Gardiens de but    | Gardiens de but    | Gardiens de but       | Gardiens de but            | Gardiens de but | Gardiens de but | Gardiens de but | Gardiens de but | Gardiens de but |
| ------------------ | ------------------ | --------------------- | -------------------------- | --------------- | --------------- | --------------- | --------------- | --------------- |
| 1                  | Abdoulaye Diallo   | Stade rennais FC      | 30 mars 1992 (27 ans)      | 0               | 0               | 0               | 0               | 0               |
| 16                 | Edouard Mendy      | Stade de Reims        | 1er mars 1992 (27 ans)     | 0               | 0               | 0               | 0               | 0               |
| 23                 | Alfred Gomis       | SPAL 2013             | 5 septembre 1993 (25 ans)  | 0               | 0               | 0               | 0               | 0               |
| Défenseurs         |                    |                       |                            |                 |                 |                 |                 |                 |
| 2                  | Saliou Ciss        | Valenciennes FC       | 15 septembre 1989 (29 ans) | 0               | 0               | 0               | 0               | 0               |
| 3                  | Kalidou Koulibaly  | SSC Naples            | 20 juin 1991 (28 ans)      | 0               | 0               | 0               | 0               | 0               |
| 4                  | Pape Abou Cissé    | Olympiakos            | 14 septembre 1995 (23 ans) | 0               | 0               | 0               | 0               | 0               |
| 6                  | Salif Sané         | Schalke 04            | 25 août 1990 (28 ans)      | 0               | 0               | 0               | 0               | 0               |
| 12                 | Youssouf Sabaly    | Girondins de Bordeaux | 5 mars 1993 (26 ans)       | 0               | 0               | 0               | 0               | 0               |
| 21                 | Lamine Gassama     | Göztepe SK            | 20 octobre 1989 (29 ans)   | 0               | 0               | 0               | 0               | 0               |
| 22                 | Moussa Wagué       | FC Barcelone          | 4 octobre 1998 (20 ans)    | 0               | 0               | 0               | 0               | 0               |
| Milieux de terrain |                    |                       |                            |                 |                 |                 |                 |                 |
| 5                  | Idrissa Gana Gueye | Everton FC            | 26 septembre 1989 (29 ans) | 0               | 0               | 0               | 0               | 0               |
| 8                  | Cheikhou Kouyaté   | Crystal Palace FC     | 21 décembre 1989 (29 ans)  | 0               | 0               | 0               | 0               | 0               |
| 13                 | Alfred N'Diaye     | Málaga CF             | 6 mars 1990 (29 ans)       | 0               | 0               | 0               | 0               | 0               |
| 14                 | Henri Saivet       | Bursaspor             | 26 octobre 1990 (28 ans)   | 0               | 0               | 0               | 0               | 0               |
| 15                 | Krépin Diatta      | Club Bruges KV        | 25 février 1999 (20 ans)   | 0               | 0               | 0               | 0               | 0               |
| 17                 | Badou Ndiaye       | Galatasaray SK        | 27 octobre 1990 (28 ans)   | 0               | 0               | 0               | 0               | 0               |
| 20                 | Sada Thioub        | Nîmes Olympique       | 1er juin 1995 (24 ans)     | 0               | 0               | 0               | 0               | 0               |
| Attaquants         |                    |                       |                            |                 |                 |                 |                 |                 |
| 7                  | Moussa Konaté      | Amiens SC             | 3 avril 1993 (26 ans)      | 0               | 0               | 0               | 0               | 0               |
| 9                  | M'Baye Niang       | Stade rennais FC      | 19 décembre 1994 (24 ans)  | 0               | 0               | 0               | 0               | 0               |
| 10                 | Sadio Mané         | Liverpool FC          | 10 avril 1992 (27 ans)     | 0               | 0               | 0               | 0               | 0               |
| 11                 | Keita Baldé        | Inter Milan           | 8 mars 1995 (24 ans)       | 0               | 0               | 0               | 0               | 0               |
| 18                 | Ismaïla Sarr       | Stade rennais FC      | 25 février 1998 (21 ans)   | 0               | 0               | 0               | 0               | 0               |
| 19                 | Mbaye Diagne       | Galatasaray SK        | 28 octobre 1991 (27 ans)   | 0               | 0               | 0               | 0               | 0               |
| Sélectionneur      |                    |                       |                            |                 |                 |                 |                 |                 |
|                    | Aliou Cissé        |                       | 24 mars 1976 (43 ans)      |                 |                 |                 |                 |                 |

### Algérie
La liste des 23 joueurs est annoncée le 11 juin.
| Nom                | Nom               | Équipe actuelle      | Date de naissance et âge*  | J.              | Buts            |                 |                 |                 |
| Gardiens de but    | Gardiens de but   | Gardiens de but      | Gardiens de but            | Gardiens de but | Gardiens de but | Gardiens de but | Gardiens de but | Gardiens de but |
| ------------------ | ----------------- | -------------------- | -------------------------- | --------------- | --------------- | --------------- | --------------- | --------------- |
| 1                  | Azzedine Doukha   | Al-Raed              | 5 août 1986 (32 ans)       | 0               | 0               | 0               | 0               | 0               |
| 16                 | Alexandre Oukidja | FC Metz              | 19 juillet 1988 (30 ans)   | 0               | 0               | 0               | 0               | 0               |
| 23                 | Raïs M'Bolhi      | Al-Ettifaq           | 25 avril 1986 (33 ans)     | 0               | 0               | 0               | 0               | 0               |
| Défenseurs         |                   |                      |                            |                 |                 |                 |                 |                 |
| 2                  | Aïssa Mandi       | Real Betis           | 22 octobre 1991 (27 ans)   | 0               | 0               | 0               | 0               | 0               |
| 3                  | Mehdi Tahrat      | RC Lens              | 24 janvier 1990 (29 ans)   | 0               | 0               | 0               | 0               | 0               |
| 4                  | Djamel Benlamri   | Al-Shabab            | 25 décembre 1989 (29 ans)  | 0               | 0               | 0               | 0               | 0               |
| 5                  | Rafik Halliche    | Moreirense FC        | 2 septembre 1986 (32 ans)  | 0               | 0               | 0               | 0               | 0               |
| 6                  | Mohamed Farès     | SPAL 2013            | 15 février 1996 (23 ans)   | 0               | 0               | 0               | 0               | 0               |
| 18                 | Mehdi Zeffane     | Stade rennais FC     | 19 mai 1992 (27 ans)       | 0               | 0               | 0               | 0               | 0               |
| 20                 | Youcef Atal       | OGC Nice             | 17 mai 1996 (23 ans)       | 0               | 0               | 0               | 0               | 0               |
| 21                 | Ramy Bensebaini   | Stade rennais FC     | 16 avril 1995 (24 ans)     | 0               | 0               | 0               | 0               | 0               |
| Milieux de terrain |                   |                      |                            |                 |                 |                 |                 |                 |
| 7                  | Riyad Mahrez      | Manchester City FC   | 21 février 1991 (28 ans)   | 0               | 0               | 0               | 0               | 0               |
| 10                 | Sofiane Feghouli  | Galatasaray SK       | 26 décembre 1989 (29 ans)  | 0               | 0               | 0               | 0               | 0               |
| 11                 | Yacine Brahimi    | FC Porto             | 8 février 1990 (29 ans)    | 0               | 0               | 0               | 0               | 0               |
| 12                 | Adam Ounas        | SSC Naples           | 11 novembre 1996 (22 ans)  | 0               | 0               | 0               | 0               | 0               |
| 14                 | Hichem Boudaoui   | Paradou AC           | 23 septembre 1999 (19 ans) | 0               | 0               | 0               | 0               | 0               |
| 17                 | Adlène Guedioura  | Nottingham Forest FC | 12 novembre 1985 (33 ans)  | 0               | 0               | 0               | 0               | 0               |
| 19                 | Mehdi Abeid       | Dijon FCO            | 6 août 1992 (26 ans)       | 0               | 0               | 0               | 0               | 0               |
| 22                 | Ismaël Bennacer   | Empoli FC            | 1er décembre 1997 (21 ans) | 0               | 0               | 0               | 0               | 0               |
| Attaquants         |                   |                      |                            |                 |                 |                 |                 |                 |
| 8                  | Youcef Belaïli    | ES Tunis             | 14 mars 1992 (27 ans)      | 0               | 0               | 0               | 0               | 0               |
| 9                  | Baghdad Bounedjah | Al-Sadd              | 30 novembre 1991 (27 ans)  | 0               | 0               | 0               | 0               | 0               |
| 13                 | Islam Slimani     | Fenerbahçe SK        | 18 juin 1988 (31 ans)      | 0               | 0               | 0               | 0               | 0               |
| 15                 | Andy Delort       | Montpellier HSC      | 9 octobre 1991 (27 ans)    | 0               | 0               | 0               | 0               | 0               |
| Sélectionneur      |                   |                      |                            |                 |                 |                 |                 |                 |
|                    | Djamel Belmadi    |                      | 25 mars 1976 (43 ans)      |                 |                 |                 |                 |                 |

### Tanzanie
La liste des 23 joueurs est annoncée le 11 juin.
| Nom                | Nom              | Équipe actuelle           | Date de naissance et âge*  | J.              | Buts            |                 |                 |                 |
| Gardiens de but    | Gardiens de but  | Gardiens de but           | Gardiens de but            | Gardiens de but | Gardiens de but | Gardiens de but | Gardiens de but | Gardiens de but |
| ------------------ | ---------------- | ------------------------- | -------------------------- | --------------- | --------------- | --------------- | --------------- | --------------- |
| 1                  | Aron Kalambo     | Prisons FC                | 13 juillet 1994 (24 ans)   | 0               | 0               | 0               | 0               | 0               |
| 13                 | Metacha Mnata    | Mbao FC                   | 25 novembre 1998 (20 ans)  | 0               | 0               | 0               | 0               | 0               |
| 18                 | Aishi Manula     | Simba SC                  | 13 septembre 1995 (23 ans) | 0               | 0               | 0               | 0               | 0               |
| Défenseurs         |                  |                           |                            |                 |                 |                 |                 |                 |
| 2                  | Gadiel Kamagi    | Young Africans FC         | 12 septembre 1996 (22 ans) | 0               | 0               | 0               | 0               | 0               |
| 5                  | Kelvin Yondan    | Young Africans FC         | 9 octobre 1984 (34 ans)    | 0               | 0               | 0               | 0               | 0               |
| 6                  | David Mwantika   | Azam FC                   | 21 décembre 1988 (30 ans)  | 0               | 0               | 0               | 0               | 0               |
| 15                 | Mohamed Husseini | Simba SC                  | 1er novembre 1996 (22 ans) | 0               | 0               | 0               | 0               | 0               |
| 19                 | Vicent Philipo   | Mbao FC                   | 1er février 1996 (23 ans)  | 0               | 0               | 0               | 0               | 0               |
| 20                 | Ally Mtoni       | Lipuli FC                 | 13 mars 1993 (26 ans)      | 0               | 0               | 0               | 0               | 0               |
| Milieux de terrain |                  |                           |                            |                 |                 |                 |                 |                 |
| 3                  | Feisal Salum     | Young Africans FC         | 11 janvier 1998 (21 ans)   | 0               | 0               | 0               | 0               | 0               |
| 4                  | Erasto Nyoni     | Simba SC                  | 7 mai 1988 (31 ans)        | 0               | 0               | 0               | 0               | 0               |
| 7                  | Himid Mao        | Petrojet FC               | 5 novembre 1992 (26 ans)   | 0               | 0               | 0               | 0               | 0               |
| 8                  | Frank Domayo     | Azam FC                   | 16 février 1993 (26 ans)   | 0               | 0               | 0               | 0               | 0               |
| 22                 | Hassan Kessy     | Nkana FC                  | 25 décembre 1994 (24 ans)  | 0               | 0               | 0               | 0               | 0               |
| 23                 | Mudathir Yahya   | Azam FC                   | 6 mai 1996 (23 ans)        | 0               | 0               | 0               | 0               | 0               |
| Attaquants         |                  |                           |                            |                 |                 |                 |                 |                 |
| 9                  | Adi Yussuf       | Blackpool FC              | 20 février 1992 (27 ans)   | 0               | 0               | 0               | 0               | 0               |
| 10                 | Mbwana Samatta   | KRC Genk                  | 23 décembre 1992 (26 ans)  | 0               | 0               | 0               | 0               | 0               |
| 11                 | Thomas Ulimwengu | JS Saoura                 | 14 juin 1993 (26 ans)      | 0               | 0               | 0               | 0               | 0               |
| 12                 | Simon Msuva      | Difaâ Hassani d'El Jadida | 2 octobre 1993 (25 ans)    | 0               | 0               | 0               | 0               | 0               |
| 14                 | Raphael Bocco    | Simba SC                  | 5 août 1989 (29 ans)       | 0               | 0               | 0               | 0               | 0               |
| 16                 | Rashid Mandawa   | Botswana Defence Force XI | 5 mai 1994 (25 ans)        | 0               | 0               | 0               | 0               | 0               |
| 17                 | Faridi Mussa     | CD Tenerife B             | 21 juin 1996 (23 ans)      | 0               | 0               | 0               | 0               | 0               |
| 19                 | Yahya Zayd       | Ismaily SC                | 10 mars 1998 (21 ans)      | 0               | 0               | 0               | 0               | 0               |
| Sélectionneur      |                  |                           |                            |                 |                 |                 |                 |                 |
|                    | Emmanuel Amunike |                           | 25 septembre 1970 (48 ans) |                 |                 |                 |                 |                 |

### Kenya
La liste des 23 joueurs est annoncée le 11 juin.
| Nom                | Nom               | Équipe actuelle       | Date de naissance et âge*  | J.              | Buts            |                 |                 |                 |
| Gardiens de but    | Gardiens de but   | Gardiens de but       | Gardiens de but            | Gardiens de but | Gardiens de but | Gardiens de but | Gardiens de but | Gardiens de but |
| ------------------ | ----------------- | --------------------- | -------------------------- | --------------- | --------------- | --------------- | --------------- | --------------- |
| 1                  | Farouk Shikalo    | Bandari FC            | 10 décembre 1996 (22 ans)  | 0               | 0               | 0               | 0               | 0               |
| 18                 | Patrick Matasi    | Saint George SC       | 11 décembre 1987 (31 ans)  | 0               | 0               | 0               | 0               | 0               |
| 23                 | John Oyemba       | FC Kariobangi Sharks  | 3 juin 1993 (26 ans)       | 0               | 0               | 0               | 0               | 0               |
| Défenseurs         |                   |                       |                            |                 |                 |                 |                 |                 |
| 2                  | Joseph Okumu      | Real Monarchs         | 26 mai 1997 (22 ans)       | 0               | 0               | 0               | 0               | 0               |
| 3                  | Abud Omar         | Sepsi Sfântu Gheorghe | 9 septembre 1992 (26 ans)  | 0               | 0               | 0               | 0               | 0               |
| 4                  | Joash Onyango     | Gor Mahia FC          | 31 janvier 1993 (26 ans)   | 0               | 0               | 0               | 0               | 0               |
| 5                  | Musa Mohammed     | Nkana FC              | 6 juin 1991 (28 ans)       | 0               | 0               | 0               | 0               | 0               |
| 6                  | Bernard Ochieng   | Vihiga United FC      | 25 janvier 1996 (23 ans)   | 0               | 0               | 0               | 0               | 0               |
| 13                 | Erick Ouma Otieno | Vasalunds IF          | 27 septembre 1996 (22 ans) | 0               | 0               | 0               | 0               | 0               |
| 15                 | David Owino       | ZESCO United          | 5 avril 1988 (31 ans)      | 0               | 0               | 0               | 0               | 0               |
| 20                 | Philemon Otieno   | Gor Mahia FC          | 18 octobre 1992 (26 ans)   | 0               | 0               | 0               | 0               | 0               |
| Milieux de terrain |                   |                       |                            |                 |                 |                 |                 |                 |
| 7                  | Ayub Masika       | Beijing Renhe         | 10 septembre 1992 (26 ans) | 0               | 0               | 0               | 0               | 0               |
| 8                  | Johanna Omolo     | Cercle Bruges KSV     | 31 juillet 1989 (29 ans)   | 0               | 0               | 0               | 0               | 0               |
| 10                 | Eric Johanna      | IF Brommapojkarna     | 8 novembre 1994 (24 ans)   | 0               | 0               | 0               | 0               | 0               |
| 11                 | Francis Kahata    | Gor Mahia FC          | 4 juillet 1992 (26 ans)    | 0               | 0               | 0               | 0               | 0               |
| 12                 | Victor Wanyama    | Tottenham Hotspur FC  | 25 juin 1991 (27 ans)      | 0               | 0               | 0               | 0               | 0               |
| 16                 | Paul Were         | AO Trikala            | 8 octobre 1993 (25 ans)    | 0               | 0               | 0               | 0               | 0               |
| 17                 | Ismael Athuman    | Las Palmas Atlético   | 1er février 1995 (24 ans)  | 0               | 0               | 0               | 0               | 0               |
| 19                 | Ovella Ochieng    | Vasalunds IF          | 23 décembre 1999 (19 ans)  | 0               | 0               | 0               | 0               | 0               |
| 21                 | Dennis Odhiambo   | Sofapaka FC           | 18 mars 1985 (34 ans)      | 0               | 0               | 0               | 0               | 0               |
| Attaquants         |                   |                       |                            |                 |                 |                 |                 |                 |
| 9                  | John Avire        | Sofapaka FC           | 12 mars 1997 (22 ans)      | 0               | 0               | 0               | 0               | 0               |
| 14                 | Michael Olunga    | Kashiwa Reysol        | 26 mars 1994 (25 ans)      | 0               | 0               | 0               | 0               | 0               |
| 22                 | Masoud Juma       | Al-Nasr SC            | 3 février 1996 (23 ans)    | 0               | 0               | 0               | 0               | 0               |
| Sélectionneur      |                   |                       |                            |                 |                 |                 |                 |                 |
|                    | Sébastien Migné   |                       | 30 novembre 1972 (46 ans)  |                 |                 |                 |                 |                 |

## Groupe D

### Afrique du Sud
La liste des 23 joueurs est annoncée le 11 juin.
| Nom                | Nom                | Équipe actuelle      | Date de naissance et âge*  | J.              | Buts            |                 |                 |                 |
| Gardiens de but    | Gardiens de but    | Gardiens de but      | Gardiens de but            | Gardiens de but | Gardiens de but | Gardiens de but | Gardiens de but | Gardiens de but |
| ------------------ | ------------------ | -------------------- | -------------------------- | --------------- | --------------- | --------------- | --------------- | --------------- |
| 1                  | Darren Keet        | Bidvest Wits FC      | 5 août 1989 (29 ans)       | 0               | 0               | 0               | 0               | 0               |
| 16                 | Bruce Bvuma        | Kaizer Chiefs FC     | 15 mai 1995 (24 ans)       | 0               | 0               | 0               | 0               | 0               |
| 22                 | Ronwen Williams    | SuperSport United FC | 21 janvier 1992 (27 ans)   | 0               | 0               | 0               | 0               | 0               |
| Défenseurs         |                    |                      |                            |                 |                 |                 |                 |                 |
| 2                  | Buhle Mkhwanazi    | Bidvest Wits FC      | 1er février 1990 (29 ans)  | 0               | 0               | 0               | 0               | 0               |
| 3                  | Innocent Maela     | Orlando Pirates FC   | 14 août 1992 (26 ans)      | 0               | 0               | 0               | 0               | 0               |
| 4                  | Daniel Cardoso     | Kaizer Chiefs FC     | 6 octobre 1988 (30 ans)    | 0               | 0               | 0               | 0               | 0               |
| 5                  | Thamsanqa Mkhize   | Cape Town City FC    | 18 août 1988 (30 ans)      | 0               | 0               | 0               | 0               | 0               |
| 6                  | Ramahlwe Mphahlele | Kaizer Chiefs FC     | 1er février 1990 (29 ans)  | 0               | 0               | 0               | 0               | 0               |
| 14                 | Thulani Hlatshwayo | Bidvest Wits FC      | 18 décembre 1989 (29 ans)  | 0               | 0               | 0               | 0               | 0               |
| 18                 | Sifiso Hlanti      | Bidvest Wits FC      | 1er mai 1990 (29 ans)      | 0               | 0               | 0               | 0               | 0               |
| Milieux de terrain |                    |                      |                            |                 |                 |                 |                 |                 |
| 8                  | Bongani Zungu      | Amiens SC            | 9 octobre 1992 (26 ans)    | 0               | 0               | 0               | 0               | 0               |
| 10                 | Thulani Serero     | Vitesse Arnhem       | 11 avril 1990 (29 ans)     | 0               | 0               | 0               | 0               | 0               |
| 11                 | Themba Zwane       | Mamelodi Sundowns FC | 3 août 1989 (29 ans)       | 0               | 0               | 0               | 0               | 0               |
| 12                 | Kamohelo Mokotjo   | Brentford FC         | 11 mars 1991 (28 ans)      | 0               | 0               | 0               | 0               | 0               |
| 13                 | Samuel Mabunda     | Mamelodi Sundowns FC | 17 avril 1988 (31 ans)     | 0               | 0               | 0               | 0               | 0               |
| 15                 | Dean Furman        | SuperSport United FC | 22 juin 1988 (30 ans)      | 0               | 0               | 0               | 0               | 0               |
| 17                 | Sibusiso Vilakazi  | Mamelodi Sundowns FC | 29 décembre 1989 (29 ans)  | 0               | 0               | 0               | 0               | 0               |
| 20                 | Hlompho Kekana     | Mamelodi Sundowns FC | 23 mai 1985 (34 ans)       | 0               | 0               | 0               | 0               | 0               |
| Attaquants         |                    |                      |                            |                 |                 |                 |                 |                 |
| 7                  | Lebohang Maboe     | Mamelodi Sundowns FC | 17 septembre 1994 (24 ans) | 0               | 0               | 0               | 0               | 0               |
| 9                  | Lebo Mothiba       | RC Strasbourg Alsace | 28 janvier 1996 (23 ans)   | 0               | 0               | 0               | 0               | 0               |
| 19                 | Percy Tau          | Union Saint-Gilloise | 13 mai 1994 (25 ans)       | 0               | 0               | 0               | 0               | 0               |
| 21                 | Lars Veldwijk      | Sparta Rotterdam     | 21 août 1991 (27 ans)      | 0               | 0               | 0               | 0               | 0               |
| 23                 | Thembinkosi Lorch  | Orlando Pirates FC   | 22 juillet 1993 (25 ans)   | 0               | 0               | 0               | 0               | 0               |
| Sélectionneur      |                    |                      |                            |                 |                 |                 |                 |                 |
|                    | Stuart Baxter      |                      | 16 août 1953 (65 ans)      |                 |                 |                 |                 |                 |

### Namibie
La liste des 23 joueurs est annoncée le 11 juin.
| Nom                | Nom               | Équipe actuelle         | Date de naissance et âge* | J.              | Buts            |                 |                 |                 |
| Gardiens de but    | Gardiens de but   | Gardiens de but         | Gardiens de but           | Gardiens de but | Gardiens de but | Gardiens de but | Gardiens de but | Gardiens de but |
| ------------------ | ----------------- | ----------------------- | ------------------------- | --------------- | --------------- | --------------- | --------------- | --------------- |
| 1                  | Maximilian Mbaeva | Golden Arrows FC        | 14 avril 1989 (30 ans)    | 0               | 0               | 0               | 0               | 0               |
| 16                 | Ratanda Mbazuvara | African Stars FC        | 15 août 1989 (29 ans)     | 0               | 0               | 0               | 0               | 0               |
| 23                 | Lloyd Kazapua     | Maccabi FC              | 25 mars 1989 (30 ans)     | 0               | 0               | 0               | 0               | 0               |
| Défenseurs         |                   |                         |                           |                 |                 |                 |                 |                 |
| 2                  | Denzil Hoaseb     | Highlands Park FC       | 25 février 1991 (28 ans)  | 0               | 0               | 0               | 0               | 0               |
| 3                  | Ananias Gebhardt  | Baroka FC               | 8 septembre 1988 (30 ans) | 0               | 0               | 0               | 0               | 0               |
| 4                  | Riaan Hanamub     | Jomo Cosmos FC          | 8 février 1995 (24 ans)   | 0               | 0               | 0               | 0               | 0               |
| 5                  | Charles Hambira   | Tura Magic FC           | 3 juin 1990 (29 ans)      | 0               | 0               | 0               | 0               | 0               |
| 20                 | Ivan Kamberipa    | African Stars FC        | 3 février 1994 (25 ans)   | 0               | 0               | 0               | 0               | 0               |
| 22                 | Ryan Nyambe       | Blackburn Rovers FC     | 4 décembre 1997 (21 ans)  | 0               | 0               | 0               | 0               | 0               |
| Milieux de terrain |                   |                         |                           |                 |                 |                 |                 |                 |
| 6                  | Larry Horaeb      | Tura Magic FC           | 12 novembre 1991 (27 ans) | 0               | 0               | 0               | 0               | 0               |
| 7                  | Deon Hotto        | Bidvest Wits FC         | 29 octobre 1991 (27 ans)  | 0               | 0               | 0               | 0               | 0               |
| 8                  | Willy Stephanus   | Lusaka Dynamos FC       | 26 juin 1991 (27 ans)     | 0               | 0               | 0               | 0               | 0               |
| 11                 | Absalom Iimbondi  | United Africa Tigers FC | 11 octobre 1991 (27 ans)  | 0               | 0               | 0               | 0               | 0               |
| 12                 | Ronald Ketjijere  | African Stars FC        | 12 décembre 1987 (31 ans) | 0               | 0               | 0               | 0               | 0               |
| 14                 | Joslin Kamatuka   | Cape Umoya FC           | 27 juillet 1991 (27 ans)  | 0               | 0               | 0               | 0               | 0               |
| 15                 | Marcel Papama     | African Stars FC        | 28 avril 1996 (23 ans)    | 0               | 0               | 0               | 0               | 0               |
| 19                 | Petrus Shitembi   | Lusaka Dynamos FC       | 11 mai 1992 (27 ans)      | 0               | 0               | 0               | 0               | 0               |
| 21                 | Dynamo Fredericks | Black Africa SC         | 4 avril 1992 (27 ans)     | 0               | 0               | 0               | 0               | 0               |
| Attaquants         |                   |                         |                           |                 |                 |                 |                 |                 |
| 9                  | Benson Shilongo   | Ismaily SC              | 18 mai 1992 (27 ans)      | 0               | 0               | 0               | 0               | 0               |
| 10                 | Manfred Starke    | FC Carl Zeiss Iéna      | 21 février 1991 (28 ans)  | 0               | 0               | 0               | 0               | 0               |
| 13                 | Peter Shalulile   | Highlands Park FC       | 23 mars 1993 (26 ans)     | 0               | 0               | 0               | 0               | 0               |
| 17                 | Itamunua Keimuine | Dire Dawa City SC       | 1er mai 1993 (26 ans)     | 0               | 0               | 0               | 0               | 0               |
| 18                 | Isaskar Gurirab   | Life Fighters FC        | 3 juillet 1998 (21 ans)   | 0               | 0               | 0               | 0               | 0               |
| Sélectionneur      |                   |                         |                           |                 |                 |                 |                 |                 |
|                    | Ricardo Mannetti  |                         | 24 avril 1975 (44 ans)    |                 |                 |                 |                 |                 |

## Groupe E

### Tunisie
La liste des 23 joueurs est annoncée le 11 juin.
| Nom                | Nom                   | Équipe actuelle         | Date de naissance et âge*  | J.              | Buts            |                 |                 |                 |
| Gardiens de but    | Gardiens de but       | Gardiens de but         | Gardiens de but            | Gardiens de but | Gardiens de but | Gardiens de but | Gardiens de but | Gardiens de but |
| ------------------ | --------------------- | ----------------------- | -------------------------- | --------------- | --------------- | --------------- | --------------- | --------------- |
| 1                  | Farouk Ben Mustapha   | Al-Shabab               | 1er juillet 1989 (29 ans)  | 0               | 0               | 0               | 0               | 0               |
| 16                 | Mouez Hassen          | OGC Nice                | 5 mars 1995 (24 ans)       | 0               | 0               | 0               | 0               | 0               |
| 22                 | Moez Ben Cherifia     | ES Tunis                | 24 juin 1991 (27 ans)      | 0               | 0               | 0               | 0               | 0               |
| Défenseurs         |                       |                         |                            |                 |                 |                 |                 |                 |
| 2                  | Wajdi Kechrida        | ES Sahel                | 5 novembre 1995 (23 ans)   | 0               | 0               | 0               | 0               | 0               |
| 3                  | Dylan Bronn           | La Gantoise             | 19 juin 1995 (24 ans)      | 0               | 0               | 0               | 0               | 0               |
| 4                  | Yassine Meriah        | Olympiakos              | 2 juillet 1993 (25 ans)    | 0               | 0               | 0               | 0               | 0               |
| 5                  | Oussama Haddadi       | Dijon FCO               | 28 janvier 1992 (27 ans)   | 0               | 0               | 0               | 0               | 0               |
| 6                  | Rami Bedoui           | Al-Fayha FC             | 19 janvier 1990 (29 ans)   | 0               | 0               | 0               | 0               | 0               |
| 12                 | Karim Aouadhi         | Abha Club               | 2 mai 1986 (33 ans)        | 0               | 0               | 0               | 0               | 0               |
| 14                 | Mohamed Dräger        | SC Paderborn 07         | 25 juin 1996 (22 ans)      | 0               | 0               | 0               | 0               | 0               |
| 21                 | Nassim Hnid           | CS Sfax                 | 12 mars 1997 (22 ans)      | 0               | 0               | 0               | 0               | 0               |
| 19                 | Ayman Ben Mohamed     | Le Havre AC             | 8 décembre 1994 (24 ans)   | 0               | 0               | 0               | 0               | 0               |
| Milieux de terrain |                       |                         |                            |                 |                 |                 |                 |                 |
| 7                  | Youssef Msakni        | KAS Eupen               | 28 octobre 1990 (28 ans)   | 0               | 0               | 0               | 0               | 0               |
| 9                  | Anice Badri           | ES Tunis                | 18 septembre 1990 (28 ans) | 0               | 0               | 0               | 0               | 0               |
| 13                 | Ferjani Sassi         | Zamalek SC              | 18 mars 1992 (27 ans)      | 0               | 0               | 0               | 0               | 0               |
| 15                 | Marc Lamti            | TSV Bayer 04 Leverkusen | 28 janvier 2001 (18 ans)   | 0               | 0               | 0               | 0               | 0               |
| 17                 | Ellyes Skhiri         | Montpellier HSC         | 10 mai 1995 (24 ans)       | 0               | 0               | 0               | 0               | 0               |
| 20                 | Ghailene Chaalali     | Yeni Malatyaspor        | 28 février 1994 (25 ans)   | 0               | 0               | 0               | 0               | 0               |
| 23                 | Naïm Sliti            | Dijon FCO               | 27 juillet 1992 (26 ans)   | 0               | 0               | 0               | 0               | 0               |
| Attaquants         |                       |                         |                            |                 |                 |                 |                 |                 |
| 8                  | Firas Chaouat         | CS Sfax                 | 8 mai 1996 (23 ans)        | 0               | 0               | 0               | 0               | 0               |
| 10                 | Wahbi Khazri          | AS Saint-Étienne        | 8 février 1991 (28 ans)    | 0               | 0               | 0               | 0               | 0               |
| 11                 | Taha Yassine Khenissi | ES Tunis                | 6 janvier 1992 (27 ans)    | 0               | 0               | 0               | 0               | 0               |
| 18                 | Bassem Srarfi         | OGC Nice                | 25 juin 1997 (21 ans)      | 0               | 0               | 0               | 0               | 0               |
| Sélectionneur      |                       |                         |                            |                 |                 |                 |                 |                 |
|                    | Alain Giresse         |                         | 2 août 1952 (66 ans)       |                 |                 |                 |                 |                 |

### Mali
La liste des 23 joueurs est annoncée le 11 juin.
| Nom                | Nom                       | Équipe actuelle      | Date de naissance et âge* | J.              | Buts            |                 |                 |                 |
| Gardiens de but    | Gardiens de but           | Gardiens de but      | Gardiens de but           | Gardiens de but | Gardiens de but | Gardiens de but | Gardiens de but | Gardiens de but |
| ------------------ | ------------------------- | -------------------- | ------------------------- | --------------- | --------------- | --------------- | --------------- | --------------- |
| 1                  | Ibrahim Mounkoro          | TP Mazembe           | 23 février 1990 (29 ans)  | 0               | 0               | 0               | 0               | 0               |
| 16                 | Djigui Diarra             | Stade malien         | 27 février 1995 (24 ans)  | 0               | 0               | 0               | 0               | 0               |
| 22                 | Adama Kéïta               | Djoliba AC           | 3 mai 1990 (29 ans)       | 0               | 0               | 0               | 0               | 0               |
| Défenseurs         |                           |                      |                           |                 |                 |                 |                 |                 |
| 2                  | Hamari Traoré             | Stade rennais FC     | 27 janvier 1992 (27 ans)  | 0               | 0               | 0               | 0               | 0               |
| 3                  | Youssouf Koné             | Lille OSC            | 5 juillet 1995 (23 ans)   | 0               | 0               | 0               | 0               | 0               |
| 5                  | Boubakar Kouyaté          | ESTAC Troyes         | 15 avril 1997 (22 ans)    | 0               | 0               | 0               | 0               | 0               |
| 6                  | Massadio Haïdara          | RC Lens              | 2 décembre 1992 (26 ans)  | 0               | 0               | 0               | 0               | 0               |
| 13                 | Molla Wagué               | Nottingham Forest FC | 21 février 1991 (28 ans)  | 0               | 0               | 0               | 0               | 0               |
| 15                 | Mamadou Fofana            | FC Metz              | 21 janvier 1998 (21 ans)  | 0               | 0               | 0               | 0               | 0               |
| 17                 | Falaye Sacko              | Vitória Guimarães    | 1er mai 1995 (24 ans)     | 0               | 0               | 0               | 0               | 0               |
| Milieux de terrain |                           |                      |                           |                 |                 |                 |                 |                 |
| 4                  | Amadou Haidara            | RB Leipzig           | 31 janvier 1998 (21 ans)  | 0               | 0               | 0               | 0               | 0               |
| 7                  | Moussa Doumbia            | Stade de Reims       | 15 août 1994 (24 ans)     | 0               | 0               | 0               | 0               | 0               |
| 8                  | Diadie Samassékou         | Red Bull Salzbourg   | 11 janvier 1996 (23 ans)  | 0               | 0               | 0               | 0               | 0               |
| 11                 | Lassana Coulibaly         | Rangers FC           | 10 avril 1996 (23 ans)    | 0               | 0               | 0               | 0               | 0               |
| 14                 | Adama Traoré (05-06-1995) | US Orléans           | 5 juin 1995 (24 ans)      | 0               | 0               | 0               | 0               | 0               |
| 18                 | Cheick Doucouré           | RC Lens              | 8 janvier 2000 (19 ans)   | 0               | 0               | 0               | 0               | 0               |
| 19                 | Moussa Djenepo            | Standard de Liège    | 15 juin 1998 (21 ans)     | 0               | 0               | 0               | 0               | 0               |
| 21                 | Adama Traoré (28-06-1995) | Cercle Bruges KSV    | 28 juin 1995 (23 ans)     | 0               | 0               | 0               | 0               | 0               |
| Attaquants         |                           |                      |                           |                 |                 |                 |                 |                 |
| 9                  | Moussa Marega             | FC Porto             | 14 avril 1991 (28 ans)    | 0               | 0               | 0               | 0               | 0               |
| 10                 | Kalifa Coulibaly          | FC Nantes            | 21 août 1991 (27 ans)     | 0               | 0               | 0               | 0               | 0               |
| 12                 | Sékou Koïta               | Wolfsberger AC       | 28 novembre 1999 (19 ans) | 0               | 0               | 0               | 0               | 0               |
| 20                 | Adama Niane               | Charleroi SC         | 16 juin 1993 (26 ans)     | 0               | 0               | 0               | 0               | 0               |
| 23                 | Abdoulaye Diaby           | Sporting CP          | 21 mai 1991 (28 ans)      | 0               | 0               | 0               | 0               | 0               |
| Sélectionneur      |                           |                      |                           |                 |                 |                 |                 |                 |
|                    | Mohamed Magassouba        |                      | 1er janvier 1958 (61 ans) |                 |                 |                 |                 |                 |

### Mauritanie
La liste des 23 joueurs est annoncée le 11 juin.
| Nom                | Nom                  | Équipe actuelle           | Date de naissance et âge*  | J.              | Buts            |                 |                 |                 |
| Gardiens de but    | Gardiens de but      | Gardiens de but           | Gardiens de but            | Gardiens de but | Gardiens de but | Gardiens de but | Gardiens de but | Gardiens de but |
| ------------------ | -------------------- | ------------------------- | -------------------------- | --------------- | --------------- | --------------- | --------------- | --------------- |
| 1                  | Brahim Souleymane    | ACS Ksar                  | 30 décembre 1986 (32 ans)  | 0               | 0               | 0               | 0               | 0               |
| 16                 | Namori Diaw          | ASC Kédia                 | 30 décembre 1991 (27 ans)  | 0               | 0               | 0               | 0               | 0               |
| 22                 | Babacar Diop         | ASC Police                | 17 septembre 1995 (23 ans) | 0               | 0               | 0               | 0               | 0               |
| Défenseurs         |                      |                           |                            |                 |                 |                 |                 |                 |
| 2                  | Moustapha Diaw       | FC Tevragh Zeïna          | 31 décembre 1996 (22 ans)  | 0               | 0               | 0               | 0               | 0               |
| 3                  | Aly Abeid            | AD Alcorcón               | 11 décembre 1997 (21 ans)  | 0               | 0               | 0               | 0               | 0               |
| 4                  | Harouna Abou Demba   | Grenoble Foot 38          | 31 décembre 1991 (27 ans)  | 0               | 0               | 0               | 0               | 0               |
| 5                  | Abdoul Ba            | AJ Auxerre                | 8 février 1994 (25 ans)    | 0               | 0               | 0               | 0               | 0               |
| 13                 | Sally Sarr           | Servette FC               | 6 mai 1986 (33 ans)        | 0               | 0               | 0               | 0               | 0               |
| 15                 | Bakary N'Diaye       | Difaâ Hassani d'El Jadida | 26 novembre 1998 (20 ans)  | 0               | 0               | 0               | 0               | 0               |
| 20                 | Abdoulkader Thiam    | US Orléans                | 3 octobre 1998 (20 ans)    | 0               | 0               | 0               | 0               | 0               |
| 21                 | Diadié Diarra        | CS Sedan Ardennes         | 23 janvier 1993 (26 ans)   | 0               | 0               | 0               | 0               | 0               |
| Milieux de terrain |                      |                           |                            |                 |                 |                 |                 |                 |
| 6                  | Khassa Camara        | Xanthi FC                 | 22 octobre 1992 (26 ans)   | 0               | 0               | 0               | 0               | 0               |
| 8                  | Diallo Guidileye     | Elazığspor                | 30 décembre 1989 (29 ans)  | 0               | 0               | 0               | 0               | 0               |
| 12                 | Alassane Diop        | Hajer FC                  | 22 septembre 1997 (21 ans) | 0               | 0               | 0               | 0               | 0               |
| 14                 | Mohamed Dellahi Yali | DRB Tadjenanet            | 1er novembre 1997 (21 ans) | 0               | 0               | 0               | 0               | 0               |
| 18                 | Moctar Sidi El Hacen | Real Valladolid           | 31 décembre 1997 (21 ans)  | 0               | 0               | 0               | 0               | 0               |
| 19                 | Ibréhima Coulibaly   | Grenoble Foot 38          | 30 juillet 1989 (29 ans)   | 0               | 0               | 0               | 0               | 0               |
| 23                 | Abdoulaye Gaye       | FC Nouadhibou             | 13 septembre 1991 (27 ans) | 0               | 0               | 0               | 0               | 0               |
| Attaquants         |                      |                           |                            |                 |                 |                 |                 |                 |
| 7                  | Ismaël Diakité       | US Tataouine              | 13 décembre 1991 (27 ans)  | 0               | 0               | 0               | 0               | 0               |
| 9                  | Hemeya Tanjy         | FC Nouadhibou             | 1er mai 1998 (21 ans)      | 0               | 0               | 0               | 0               | 0               |
| 10                 | Adama Ba             | Giresunspor               | 27 août 1993 (25 ans)      | 0               | 0               | 0               | 0               | 0               |
| 11                 | Bessam               | AS Gabès                  | 5 décembre 1987 (31 ans)   | 0               | 0               | 0               | 0               | 0               |
| 17                 | Souleymane Anne      | FC Aurillac Arpajon       | 5 décembre 1997 (21 ans)   | 0               | 0               | 0               | 0               | 0               |
| Sélectionneur      |                      |                           |                            |                 |                 |                 |                 |                 |
|                    | Corentin Martins     |                           | 11 juillet 1969 (49 ans)   |                 |                 |                 |                 |                 |

### Angola
La liste des 23 joueurs est annoncée le 11 juin.
| Nom                | Nom                | Équipe actuelle     | Date de naissance et âge*  | J.              | Buts            |                 |                 |                 |
| Gardiens de but    | Gardiens de but    | Gardiens de but     | Gardiens de but            | Gardiens de but | Gardiens de but | Gardiens de but | Gardiens de but | Gardiens de but |
| ------------------ | ------------------ | ------------------- | -------------------------- | --------------- | --------------- | --------------- | --------------- | --------------- |
| 1                  | Ndulo              | Académica do Lobito | 1er juin 1996 (23 ans)     | 0               | 0               | 0               | 0               | 0               |
| 12                 | Tony Cabaça        | 1° de Agosto        | 23 avril 1986 (33 ans)     | 0               | 0               | 0               | 0               | 0               |
| 22                 | Landú              | Interclube          | 4 janvier 1990 (29 ans)    | 0               | 0               | 0               | 0               | 0               |
| Défenseurs         |                    |                     |                            |                 |                 |                 |                 |                 |
| 2                  | Bruno Gaspar       | Sporting CP         | 21 avril 1993 (26 ans)     | 0               | 0               | 0               | 0               | 0               |
| 3                  | Jonathan Buatu     | Rio Ave FC          | 27 septembre 1993 (25 ans) | 0               | 0               | 0               | 0               | 0               |
| 5                  | Dani Massunguna    | 1° de Agosto        | 1er mai 1986 (33 ans)      | 0               | 0               | 0               | 0               | 0               |
| 6                  | Wilson Gaspar      | Petro de Luanda     | 29 septembre 1990 (28 ans) | 0               | 0               | 0               | 0               | 0               |
| 8                  | Paizo              | 1° de Agosto        | 10 mai 1992 (27 ans)       | 0               | 0               | 0               | 0               | 0               |
| 15                 | Bastos             | SS Lazio            | 23 novembre 1991 (27 ans)  | 0               | 0               | 0               | 0               | 0               |
| 21                 | Isaac Costa        | 1° de Agosto        | 25 avril 1991 (28 ans)     | 0               | 0               | 0               | 0               | 0               |
| 23                 | Eddie Afonso       | Petro de Luanda     | 7 mars 1994 (25 ans)       | 0               | 0               | 0               | 0               | 0               |
| Milieux de terrain |                    |                     |                            |                 |                 |                 |                 |                 |
| 4                  | Show               | 1° de Agosto        | 6 mars 1999 (20 ans)       | 0               | 0               | 0               | 0               | 0               |
| 13                 | José Macaia        | 1° de Agosto        | 24 mars 1994 (25 ans)      | 0               | 0               | 0               | 0               | 0               |
| 16                 | Stélvio            | F91 Dudelange       | 24 janvier 1989 (30 ans)   | 0               | 0               | 0               | 0               | 0               |
| 18                 | Herenilson         | Petro de Luanda     | 26 août 1996 (22 ans)      | 0               | 0               | 0               | 0               | 0               |
| Attaquants         |                    |                     |                            |                 |                 |                 |                 |                 |
| 7                  | Djalma             | Alanyaspor          | 30 mai 1987 (32 ans)       | 0               | 0               | 0               | 0               | 0               |
| 9                  | Fredy              | Antalyaspor         | 27 mars 1990 (29 ans)      | 0               | 0               | 0               | 0               | 0               |
| 10                 | Gelson Dala        | Rio Ave FC          | 13 juillet 1996 (22 ans)   | 0               | 0               | 0               | 0               | 0               |
| 11                 | Geraldo            | Al Ahly             | 23 novembre 1991 (27 ans)  | 0               | 0               | 0               | 0               | 0               |
| 14                 | Mabululu           | 1° de Agosto        | 10 septembre 1989 (29 ans) | 0               | 0               | 0               | 0               | 0               |
| 17                 | Mateus             | Boavista FC         | 19 juin 1984 (35 ans)      | 0               | 0               | 0               | 0               | 0               |
| 19                 | Evandro Brandão    | Leixões SC          | 7 mai 1991 (28 ans)        | 0               | 0               | 0               | 0               | 0               |
| 20                 | Wilson Eduardo     | Sporting Braga      | 8 juillet 1990 (28 ans)    | 0               | 0               | 0               | 0               | 0               |
| Sélectionneur      |                    |                     |                            |                 |                 |                 |                 |                 |
|                    | Mohamed Magassouba |                     | 1er janvier 1958 (61 ans)  |                 |                 |                 |                 |                 |

## Groupe F

### Cameroun
La liste des 23 joueurs est annoncée le 11 juin.
| Nom                | Nom                        | Équipe actuelle           | Date de naissance et âge*  | J.              | Buts            |                 |                 |                 |
| Gardiens de but    | Gardiens de but            | Gardiens de but           | Gardiens de but            | Gardiens de but | Gardiens de but | Gardiens de but | Gardiens de but | Gardiens de but |
| ------------------ | -------------------------- | ------------------------- | -------------------------- | --------------- | --------------- | --------------- | --------------- | --------------- |
| 1                  | André Onana                | Ajax Amsterdam            | 2 avril 1996 (23 ans)      | 0               | 0               | 0               | 0               | 0               |
| 16                 | Fabrice Ondoa              | KV Ostende                | 24 décembre 1995 (23 ans)  | 0               | 0               | 0               | 0               | 0               |
| 23                 | Carlos Kameni              | Fenerbahçe SK             | 18 février 1984 (35 ans)   | 0               | 0               | 0               | 0               | 0               |
| Défenseurs         |                            |                           |                            |                 |                 |                 |                 |                 |
| 2                  | Collins Fai                | Standard de Liège         | 23 novembre 1992 (26 ans)  | 0               | 0               | 0               | 0               | 0               |
| 3                  | Gaëtan Bong                | Brighton & Hove Albion FC | 25 avril 1988 (31 ans)     | 0               | 0               | 0               | 0               | 0               |
| 4                  | Yaya Banana                | Paniónios GSS             | 29 juillet 1991 (27 ans)   | 0               | 0               | 0               | 0               | 0               |
| 5                  | Michael Ngadeu-Ngadjui     | SK Slavia Prague          | 23 novembre 1990 (28 ans)  | 0               | 0               | 0               | 0               | 0               |
| 6                  | Ambroise Oyongo            | Montpellier HSC           | 22 juin 1991 (27 ans)      | 0               | 0               | 0               | 0               | 0               |
| 12                 | Joyskim Dawa               | FK Marioupol              | 9 avril 1996 (23 ans)      | 0               | 0               | 0               | 0               | 0               |
| 22                 | Jean-Armel Kana-Biyik      | Kayserispor               | 3 juillet 1989 (29 ans)    | 0               | 0               | 0               | 0               | 0               |
| Milieux de terrain |                            |                           |                            |                 |                 |                 |                 |                 |
| 8                  | André-Frank Zambo Anguissa | Fulham FC                 | 16 novembre 1995 (23 ans)  | 0               | 0               | 0               | 0               | 0               |
| 10                 | Arnaud Djoum               | Heart of Midlothian FC    | 2 mai 1989 (30 ans)        | 0               | 0               | 0               | 0               | 0               |
| 11                 | Christian Bassogog         | Henan Jianye FC           | 18 octobre 1995 (23 ans)   | 0               | 0               | 0               | 0               | 0               |
| 14                 | Georges Mandjeck           | Maccabi Haïfa FC          | 9 décembre 1988 (30 ans)   | 0               | 0               | 0               | 0               | 0               |
| 15                 | Pierre Kunde               | 1. FSV Mayence 05         | 26 juillet 1995 (23 ans)   | 0               | 0               | 0               | 0               | 0               |
| 20                 | Olivier Boumal             | Paniónios GSS             | 17 septembre 1989 (29 ans) | 0               | 0               | 0               | 0               | 0               |
| 21                 | Wilfrid Kaptoum            | Real Betis                | 7 juillet 1996 (22 ans)    | 0               | 0               | 0               | 0               | 0               |
| Attaquants         |                            |                           |                            |                 |                 |                 |                 |                 |
| 3                  | Clinton Njie               | Olympique de Marseille    | 15 août 1993 (25 ans)      | 0               | 0               | 0               | 0               | 0               |
| 8                  | Stéphane Bahoken           | Angers SCO                | 28 mai 1992 (27 ans)       | 0               | 0               | 0               | 0               | 0               |
| 9                  | Eric Maxim Choupo-Moting   | Paris Saint-Germain       | 23 mars 1989 (30 ans)      | 0               | 0               | 0               | 0               | 0               |
| 13                 | Karl Toko-Ekambi           | Villarreal CF             | 14 septembre 1992 (26 ans) | 0               | 0               | 0               | 0               | 0               |
| 13                 | Joel Tagueu                | CS Marítimo               | 6 novembre 1993 (25 ans)   | 0               | 0               | 0               | 0               | 0               |
| 13                 | Jacques Zoua               | AFC Astra Giurgiu         | 6 septembre 1991 (27 ans)  | 0               | 0               | 0               | 0               | 0               |
| Sélectionneur      |                            |                           |                            |                 |                 |                 |                 |                 |
|                    | Clarence Seedorf           |                           | 1er avril 1976 (43 ans)    |                 |                 |                 |                 |                 |

### Ghana
La liste des 23 joueurs est annoncée le 11 juin.
| Nom                | Nom                   | Équipe actuelle        | Date de naissance et âge*  | J.              | Buts            |                 |                 |                 |
| Gardiens de but    | Gardiens de but       | Gardiens de but        | Gardiens de but            | Gardiens de but | Gardiens de but | Gardiens de but | Gardiens de but | Gardiens de but |
| ------------------ | --------------------- | ---------------------- | -------------------------- | --------------- | --------------- | --------------- | --------------- | --------------- |
| 1                  | Richard Ofori         | Maritzburg United FC   | 1er novembre 1993 (25 ans) | 0               | 0               | 0               | 0               | 0               |
| 12                 | Lawrence Ati Zigi     | FC Sochaux-Montbéliard | 29 novembre 1996 (22 ans)  | 0               | 0               | 0               | 0               | 0               |
| 16                 | Felix Annan           | Asante Kotoko SC       | 22 novembre 1994 (24 ans)  | 0               | 0               | 0               | 0               | 0               |
| Défenseurs         |                       |                        |                            |                 |                 |                 |                 |                 |
| 2                  | Joseph Larweh Attamah | İstanbul Başakşehir FK | 22 mai 1994 (25 ans)       | 0               | 0               | 0               | 0               | 0               |
| 4                  | Jonathan Mensah       | Columbus Crew SC       | 13 juillet 1990 (28 ans)   | 0               | 0               | 0               | 0               | 0               |
| 14                 | Lumor Agbenyenu       | Göztepe SK             | 15 août 1996 (22 ans)      | 0               | 0               | 0               | 0               | 0               |
| 15                 | Kasim Nuhu            | TSG 1899 Hoffenheim    | 22 juin 1995 (23 ans)      | 0               | 0               | 0               | 0               | 0               |
| 17                 | Baba Rahman           | Stade de Reims         | 2 juillet 1994 (24 ans)    | 0               | 0               | 0               | 0               | 0               |
| 18                 | Joseph Aidoo          | KRC Genk               | 29 septembre 1995 (23 ans) | 0               | 0               | 0               | 0               | 0               |
| 21                 | John Boye             | FC Metz                | 23 avril 1987 (32 ans)     | 0               | 0               | 0               | 0               | 0               |
| 22                 | Andy Yiadom           | Reading FC             | 2 décembre 1991 (27 ans)   | 0               | 0               | 0               | 0               | 0               |
| Milieux de terrain |                       |                        |                            |                 |                 |                 |                 |                 |
| 5                  | Thomas Partey         | Atlético de Madrid     | 13 juin 1993 (26 ans)      | 0               | 0               | 0               | 0               | 0               |
| 6                  | Afriyie Acquah        | Empoli FC              | 5 janvier 1992 (27 ans)    | 0               | 0               | 0               | 0               | 0               |
| 7                  | Christian Atsu        | Newcastle United FC    | 10 janvier 1992 (27 ans)   | 0               | 0               | 0               | 0               | 0               |
| 10                 | André Ayew            | Fenerbahçe SK          | 17 décembre 1989 (29 ans)  | 0               | 0               | 0               | 0               | 0               |
| 11                 | Mubarak Wakaso        | Deportivo Alavés       | 25 juillet 1990 (28 ans)   | 0               | 0               | 0               | 0               | 0               |
| 19                 | Samuel Owusu          | FK Čukarički           | 28 mars 1996 (23 ans)      | 0               | 0               | 0               | 0               | 0               |
| 20                 | Kwadwo Asamoah        | Inter Milan            | 9 décembre 1988 (30 ans)   | 0               | 0               | 0               | 0               | 0               |
| 23                 | Thomas Agyepong       | Hibernian FC           | 10 octobre 1996 (22 ans)   | 0               | 0               | 0               | 0               | 0               |
| Attaquants         |                       |                        |                            |                 |                 |                 |                 |                 |
| 3                  | Asamoah Gyan          | Kayserispor            | 22 novembre 1985 (33 ans)  | 0               | 0               | 0               | 0               | 0               |
| 8                  | Owusu Kwabena         | Salamanque CF          | 18 juin 1997 (22 ans)      | 0               | 0               | 0               | 0               | 0               |
| 9                  | Jordan Ayew           | Crystal Palace FC      | 11 septembre 1991 (27 ans) | 0               | 0               | 0               | 0               | 0               |
| 13                 | Caleb Ekuban          | Trabzonspor            | 23 mars 1994 (25 ans)      | 0               | 0               | 0               | 0               | 0               |
| Sélectionneur      |                       |                        |                            |                 |                 |                 |                 |                 |
|                    | James Kwesi Appiah    |                        | 30 juin 1960 (58 ans)      |                 |                 |                 |                 |                 |

### Bénin
La liste des 23 joueurs est annoncée le 11 juin.
| Nom                | Nom                   | Équipe actuelle        | Date de naissance et âge*  | J.              | Buts            |                 |                 |                 |
| Gardiens de but    | Gardiens de but       | Gardiens de but        | Gardiens de but            | Gardiens de but | Gardiens de but | Gardiens de but | Gardiens de but | Gardiens de but |
| ------------------ | --------------------- | ---------------------- | -------------------------- | --------------- | --------------- | --------------- | --------------- | --------------- |
| 1                  | Fabien Farnolle       | Yeni Malatyaspor       | 5 février 1985 (34 ans)    | 0               | 0               | 0               | 0               | 0               |
| 16                 | Saturnin Allagbé      | Chamois niortais FC    | 22 novembre 1993 (25 ans)  | 0               | 0               | 0               | 0               | 0               |
| 23                 | Chérif Dine Kakpo     | Buffles du Borgou FC   | 1er décembre 1997 (21 ans) | 0               | 0               | 0               | 0               | 0               |
| Défenseurs         |                       |                        |                            |                 |                 |                 |                 |                 |
| 2                  | Séidou Barazé         | Moulins Yzeure Foot    | 20 octobre 1990 (28 ans)   | 0               | 0               | 0               | 0               | 0               |
| 3                  | Khaled Adenon         | Amiens SC              | 28 juillet 1985 (33 ans)   | 0               | 0               | 0               | 0               | 0               |
| 5                  | Junior Salomon        | Plateau United FC      | 8 avril 1986 (33 ans)      | 0               | 0               | 0               | 0               | 0               |
| 6                  | Olivier Verdon        | FC Sochaux-Montbéliard | 5 octobre 1995 (23 ans)    | 0               | 0               | 0               | 0               | 0               |
| 11                 | Emmanuel Imorou       | Stade Malherbe Caen    | 16 septembre 1988 (30 ans) | 0               | 0               | 0               | 0               | 0               |
| 12                 | David Kiki            | Stade brestois 29      | 25 novembre 1993 (25 ans)  | 0               | 0               | 0               | 0               | 0               |
| 13                 | Moïse Adilèhou        | APO Levadiakos         | 1er novembre 1995 (23 ans) | 0               | 0               | 0               | 0               | 0               |
| 22                 | Rodrigue Fassinou     | ASPAC                  | 22 mai 1999 (20 ans)       | 0               | 0               | 0               | 0               | 0               |
| Milieux de terrain |                       |                        |                            |                 |                 |                 |                 |                 |
| 4                  | Tidjani Anaane        | US Ben Guerdane        | 27 mars 1997 (22 ans)      | 0               | 0               | 0               | 0               | 0               |
| 8                  | Jordan Adéoti         | AJ Auxerre             | 12 mars 1989 (30 ans)      | 0               | 0               | 0               | 0               | 0               |
| 15                 | Sessi d'Almeida       | Yeovil Town FC         | 20 novembre 1995 (23 ans)  | 0               | 0               | 0               | 0               | 0               |
| 17                 | Stéphane Sessègnon    | Gençlerbirliği SK      | 1er juin 1984 (35 ans)     | 0               | 0               | 0               | 0               | 0               |
| 18                 | Mama Séïbou           | SC Toulon              | 28 décembre 1995 (23 ans)  | 0               | 0               | 0               | 0               | 0               |
| 21                 | Rodrigue Kossi Fiogbé | Club africain          | 11 juillet 2000 (18 ans)   | 0               | 0               | 0               | 0               | 0               |
| Attaquants         |                       |                        |                            |                 |                 |                 |                 |                 |
| 7                  | David Djigla          | Chamois niortais FC    | 23 août 1995 (23 ans)      | 0               | 0               | 0               | 0               | 0               |
| 9                  | Steve Mounié          | Huddersfield Town FC   | 29 septembre 1994 (24 ans) | 0               | 0               | 0               | 0               | 0               |
| 10                 | Mickaël Poté          | Adana Demirspor        | 24 septembre 1984 (34 ans) | 0               | 0               | 0               | 0               | 0               |
| 14                 | Cebio Soukou          | FC Hansa Rostock       | 2 octobre 1992 (26 ans)    | 0               | 0               | 0               | 0               | 0               |
| 19                 | Segbé Azankpo         | FK Senica              | 6 mai 1993 (26 ans)        | 0               | 0               | 0               | 0               | 0               |
| 20                 | Jodel Dossou          | FC Vaduz               | 17 mars 1992 (27 ans)      | 0               | 0               | 0               | 0               | 0               |
| Sélectionneur      |                       |                        |                            |                 |                 |                 |                 |                 |
|                    | Michel Dussuyer       |                        | 28 mai 1959 (60 ans)       |                 |                 |                 |                 |                 |

### Guinée-Bissau
La liste des 23 joueurs est annoncée le 11 juin.
| Nom                | Nom              | Équipe actuelle       | Date de naissance et âge*  | J.              | Buts            |                 |                 |                 |
| Gardiens de but    | Gardiens de but  | Gardiens de but       | Gardiens de but            | Gardiens de but | Gardiens de but | Gardiens de but | Gardiens de but | Gardiens de but |
| ------------------ | ---------------- | --------------------- | -------------------------- | --------------- | --------------- | --------------- | --------------- | --------------- |
| 1                  | Jonas Mendes     | Académico de Viseu FC | 20 novembre 1989 (29 ans)  | 0               | 0               | 0               | 0               | 0               |
| 12                 | Rui Dabó         | GD Fabril             | 5 octobre 1994 (24 ans)    | 0               | 0               | 0               | 0               | 0               |
| 23                 | Edimar Cá        | UDIB                  | 14 août 2000 (18 ans)      | 0               | 0               | 0               | 0               | 0               |
| Défenseurs         |                  |                       |                            |                 |                 |                 |                 |                 |
| 2                  | Eliseu Cassamá   | Rio Ave FC            | 6 février 1994 (25 ans)    | 0               | 0               | 0               | 0               | 0               |
| 4                  | Marcelo Djaló    | Fulham FC             | 8 octobre 1993 (25 ans)    | 0               | 0               | 0               | 0               | 0               |
| 5                  | Rudinilson Silva | FK Kauno Žalgiris     | 20 août 1994 (24 ans)      | 0               | 0               | 0               | 0               | 0               |
| 6                  | Tomás Dabó       | FC Rieti              | 20 octobre 1993 (25 ans)   | 0               | 0               | 0               | 0               | 0               |
| 14                 | Juary Soares     | CD Mafra              | 20 février 1992 (27 ans)   | 0               | 0               | 0               | 0               | 0               |
| 21                 | Nanu             | CS Marítimo           | 17 mai 1994 (25 ans)       | 0               | 0               | 0               | 0               | 0               |
| 22                 | Mamadu Candé     | CD Santa Clara        | 29 août 1990 (28 ans)      | 0               | 0               | 0               | 0               | 0               |
| Milieux de terrain |                  |                       |                            |                 |                 |                 |                 |                 |
| 3                  | Burá             | CD Aves               | 22 décembre 1995 (23 ans)  | 0               | 0               | 0               | 0               | 0               |
| 7                  | Zezinho          | FK Senica             | 23 septembre 1992 (26 ans) | 0               | 0               | 0               | 0               | 0               |
| 8                  | João Jaquité     | CD Tondela            | 22 février 1996 (23 ans)   | 0               | 0               | 0               | 0               | 0               |
| 10                 | Pelé             | Nottingham Forest FC  | 29 septembre 1991 (27 ans) | 0               | 0               | 0               | 0               | 0               |
| 16                 | Moreto Cassamá   | Stade de Reims        | 16 février 1998 (21 ans)   | 0               | 0               | 0               | 0               | 0               |
| 20                 | Sori Mané        | CD Cova da Piedade    | 3 avril 1996 (23 ans)      | 0               | 0               | 0               | 0               | 0               |
| Attaquants         |                  |                       |                            |                 |                 |                 |                 |                 |
| 9                  | Romário Baldé    | Académica de Coimbra  | 25 décembre 1996 (22 ans)  | 0               | 0               | 0               | 0               | 0               |
| 11                 | Jorginho         | PFK CSKA Sofia        | 21 septembre 1995 (23 ans) | 0               | 0               | 0               | 0               | 0               |
| 13                 | Frédéric Mendy   | Vitória Setúbal       | 18 septembre 1988 (30 ans) | 0               | 0               | 0               | 0               | 0               |
| 15                 | Toni Silva       | Al Ittihad Alexandrie | 15 septembre 1993 (25 ans) | 0               | 0               | 0               | 0               | 0               |
| 17                 | Mama Baldé       | CD Aves               | 6 novembre 1995 (23 ans)   | 0               | 0               | 0               | 0               | 0               |
| 18                 | Piqueti          | Al-Shoulla FC         | 12 février 1993 (26 ans)   | 0               | 0               | 0               | 0               | 0               |
| 19                 | Joseph Mendes    | AC Ajaccio            | 30 mars 1991 (28 ans)      | 0               | 0               | 0               | 0               | 0               |
| Sélectionneur      |                  |                       |                            |                 |                 |                 |                 |                 |
|                    | Baciro Candé     |                       | 6 avril 1967 (52 ans)      |                 |                 |                 |                 |                 |